# 四日谷敬子
四日谷 敬子（しかや たかこ、1944年 - ）は、日本の哲学者。京都大学名誉教授。

## 来歴
横浜生まれ。1968年国際基督教大学哲学科卒業。1974年京都大学大学院文学研究科単位取得満期退学、74-76年DAAD（ドイツ学術交流会）奨学金により西独ボッフム大学哲学科およびヘーゲル・アルヒーフに留学。76-78年京大文学部研修員、京大教養部助教授、93年京都大学総合人間学部教授、96年「存在・思惟・個体性 -ドイツ観念論とヘーゲル論理学」で京大文学博士。99年10月から2000年1月DAADの再招待により、ドイツ・ヴッパータール大学に研究滞在。2003年京都大学大学院人間・環境学研究科教授。2008年定年退任、名誉教授。

## 著書
- 歴史における詩の機能 ヘーゲル美学とヘルダーリン 理想社 1989.3（理想哲学選書）
- 存在・思惟・個体性 ドイツ観念論とヘーゲル論理学 世界書院 1991.4
- 個体性の解釈学 ライプニッツから現代まで 晃洋書房 1994.4
- ハイデッガーの思惟と芸術 世界思想社 1996.5
- 感覚とロゴス ハイデッガーのギリシア的思惟 晃洋書房 2000.2
- わたしのヴッパータール ドイツ・芸術の旅 近代文芸社 2000.8
- 夏のヴッパータール ヨーロッパ・芸術の旅 近代文芸社 2003.5
- 建築の哲学 身体と空間の探究 世界思想社 2004.5

## 翻訳
- ハイデッガー全集 別巻 3 思惟とは何の謂いか ハルトムート・ブッナー共訳 創文社 1986.6
- 無底と根底 ベーメ神秘学主要著作集 ヤーコプ・ベーメ 哲学書房 1991.1